# Boulardus recurvatus
Boulardus recurvatus är en insektsart som beskrevs av Nielson 1983. Boulardus recurvatus ingår i släktet Boulardus och familjen dvärgstritar. Inga underarter finns listade i Catalogue of Life.